# Pointe à l'Eau
La Pointe à l'Eau aussi appelée pointe de la Vieille Anse, est un cap de Guadeloupe situé aux Saintes.

## Géographie
La pointe à l'Eau forme l'extrémité nord de Terre-de-Haut. Comme la pointe Coquelet, elle est surplombée par le Fort Napoléon. 
Le site est classé au conservatoire du littoral.

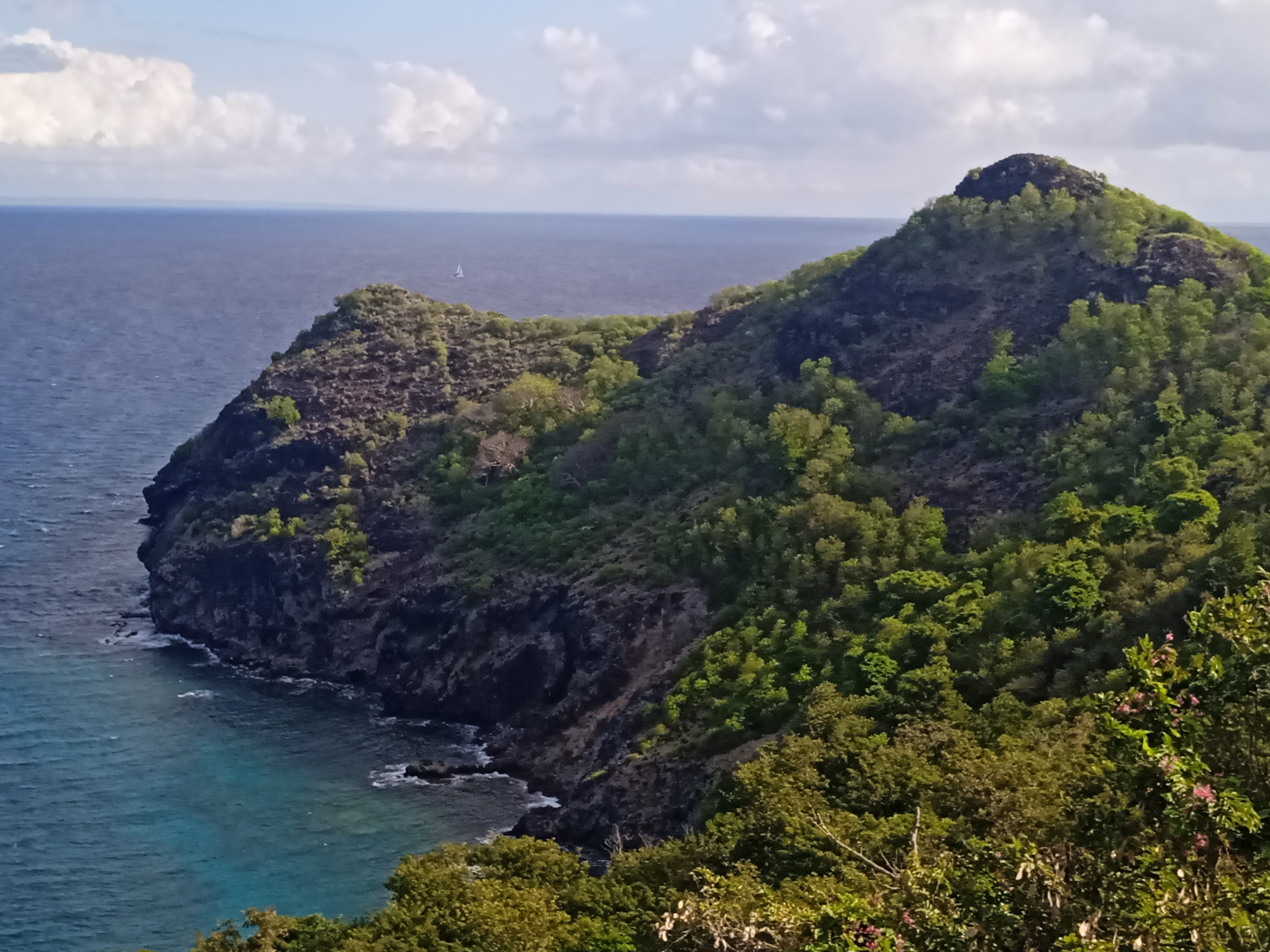
Pointe à l'Eau prise dans la montée menant au Fort Napoléon.
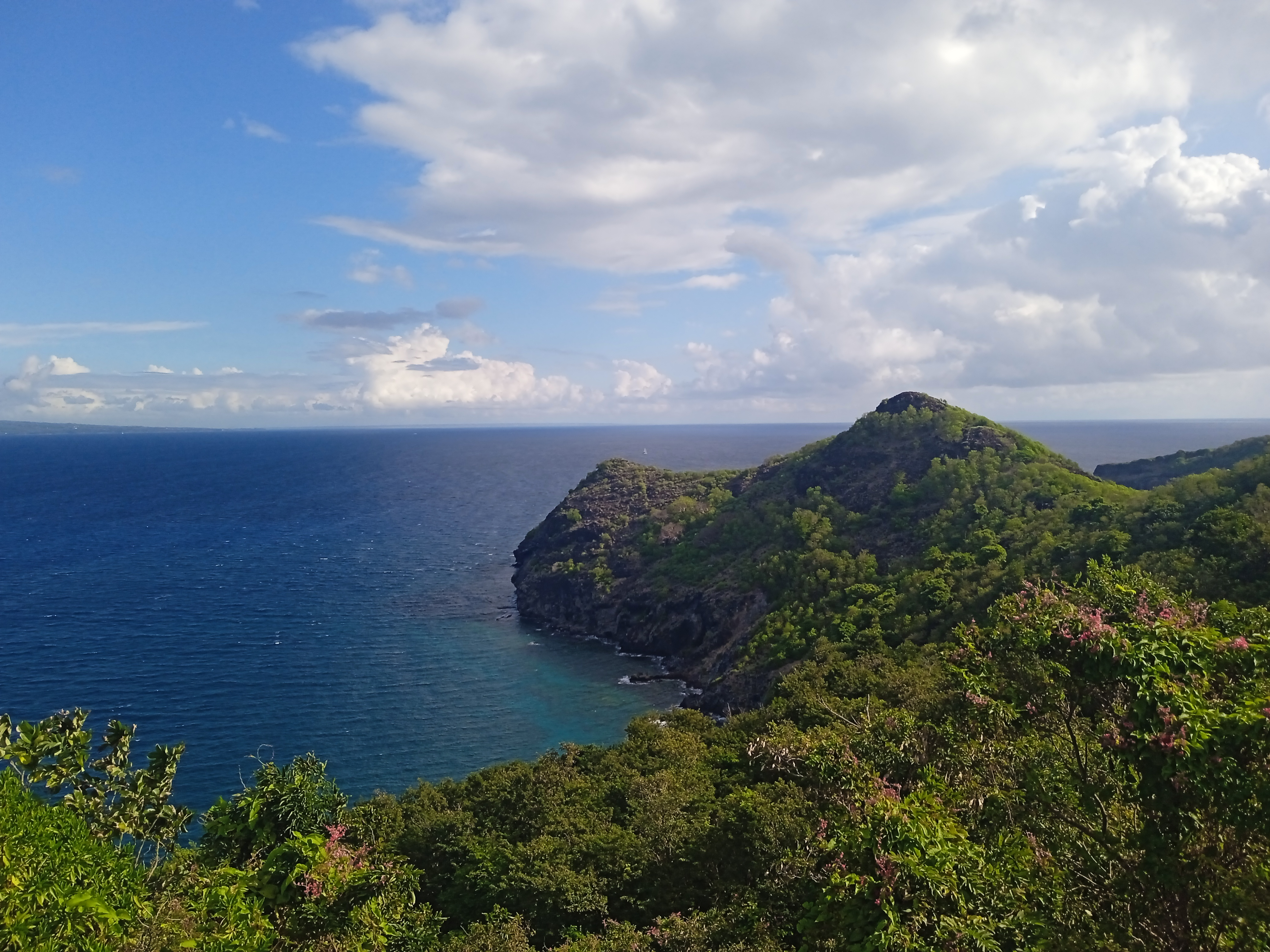
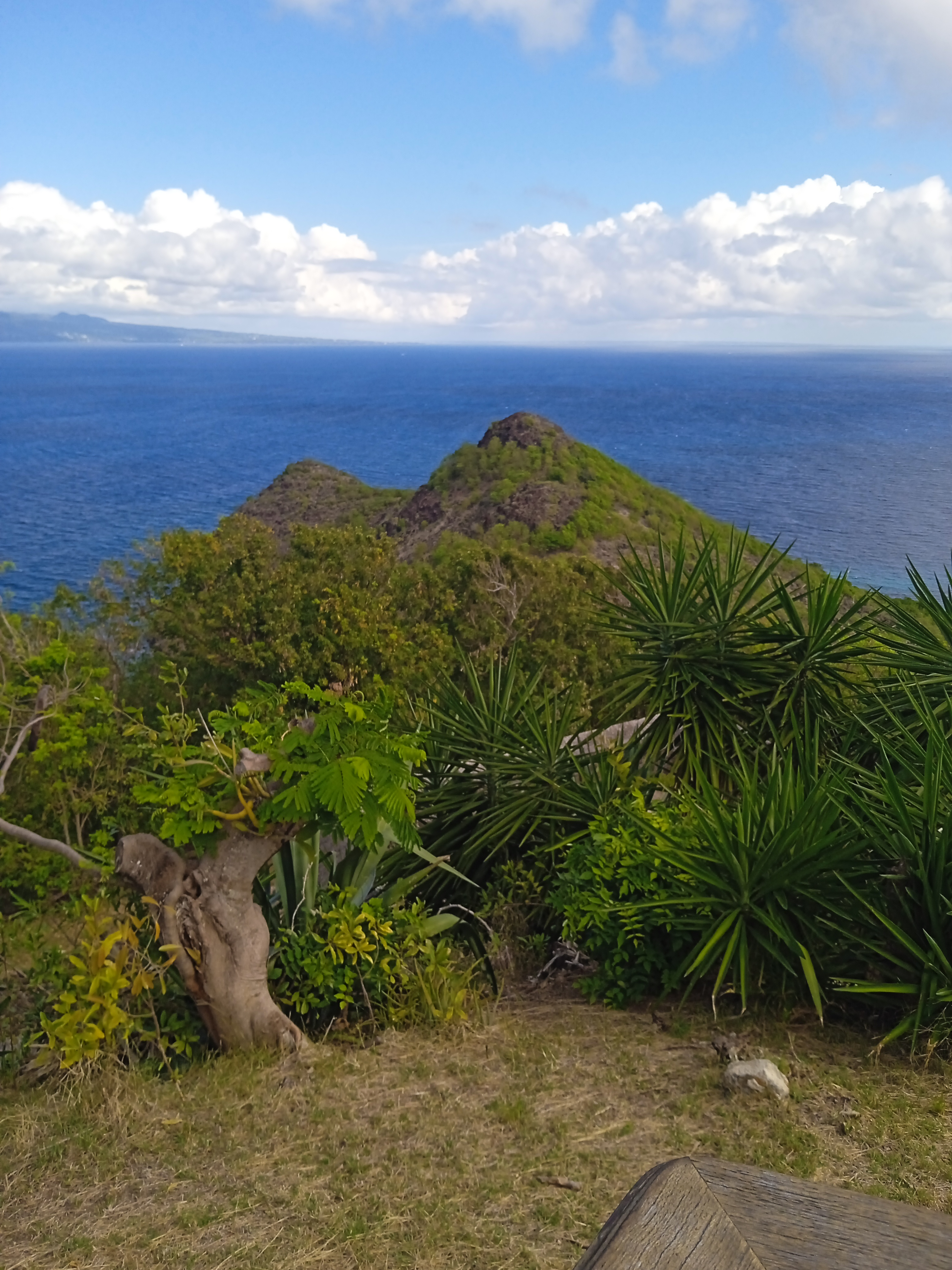
La pointe à l'Eau vue du fort Napoléon.